# Осокорська
Осокорська (рос. Осокорская) — присілок в Котлаському районі Архангельської області Російської Федерації.
Населення становить 37 осіб. Входить до складу муніципального утворення Котласький муніципальний округ.

## Історія
До 2022 року входило до складу муніципального утворення Черемуське поселення.

## Населення
| 2002 | 2010 | 2012 |
| ---- | ---- | ---- |
| 36   | ↗37  | →37  |